# یوشینوبو نیشیزاکی
یوشینوبو نیشیزاکی (انگلیسی: Yoshinobu Nishizaki; ۱۸ دسامبر ۱۹۳۴ – ۷ نوامبر ۲۰۱۰) فیلم‌نامه‌نویس، پویانما، و کارگردان فیلم اهل ژاپن بود.